# Atle Grønn

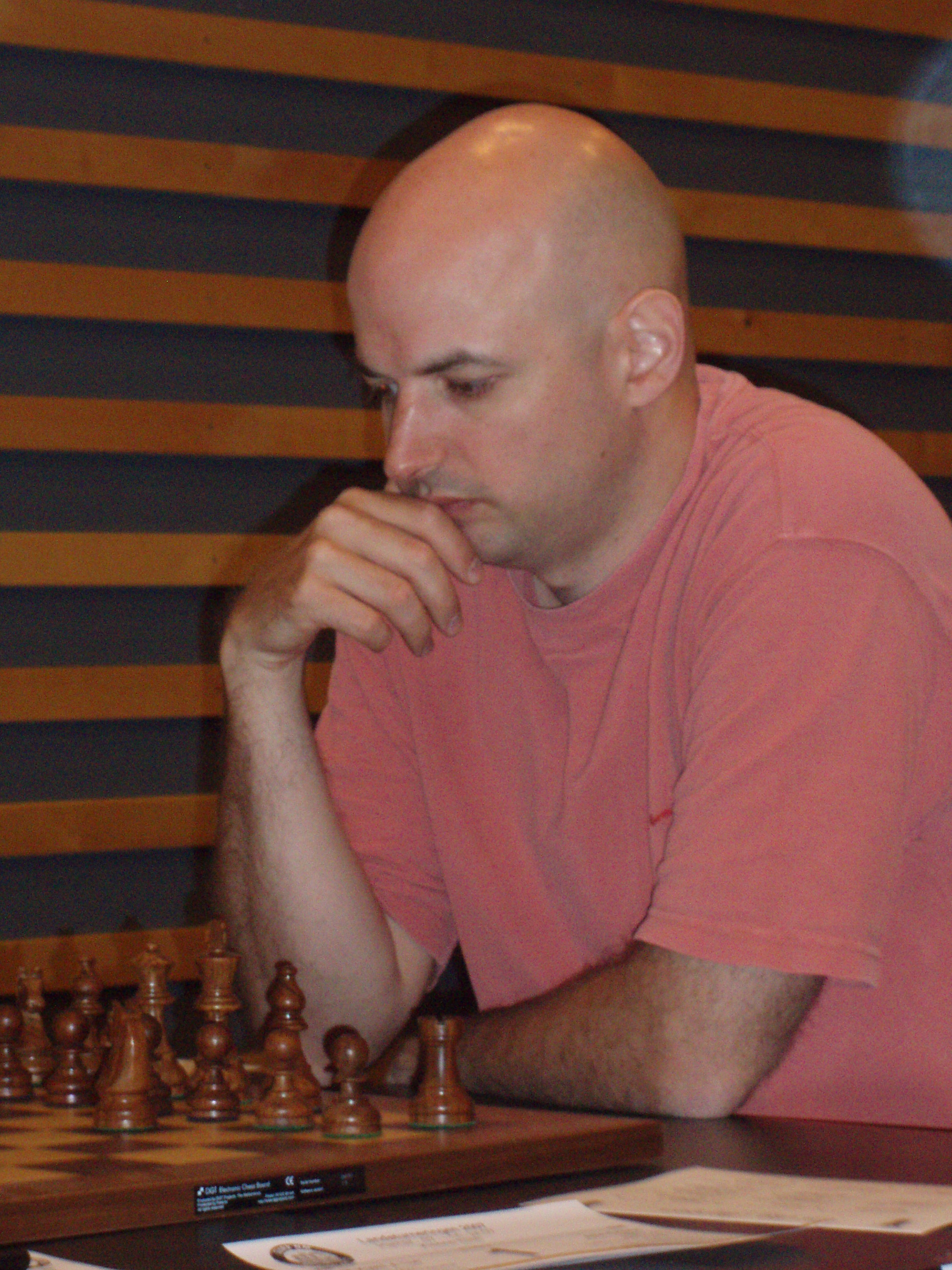
Atle Grønn in 2007

Atle Grønn (7 augustus 1971) is een Noorse schaker, met FIDE-rating 2383 in 2016. Hij is, sinds 2008, Internationaal Meester (IM).
In juli 2005 speelde hij mee in het toernooi om het kampioenschap van Noorwegen en eindigde daar met 5 uit 9 op de zevende plaats.
Ook in juli 2016 speelde hij mee om het kampioenschap van Noorwegen, hij eindigde als twaalfde.